# くじら座ゼータ星
くじら座ζ星は、くじら座の恒星で4等星。

## 概要
分光連星で、黄橙色の巨星の主星の周りを 4.5 au 離れた軌道を伴星が周っている。バリウムやその他の元素を過剰に含むバリウム星であり、その中心核ではヘリウムから炭素が生じるトリプルアルファ反応が始まっているとされる。

## 名称
固有名バテン・カイトス (Baten Kaitos) は、アラビア語で「海獣の腹」という意味の بطن قيطس baṭn qayṭus に由来する。2016年9月12日に国際天文学連合の恒星の命名に関するワーキンググループ (Working Group on Star Names, WGSN) は、Baten Kaitos をくじら座ζ星の固有名として正式に承認した。